# Bruce Alberts
Bruce Michael Alberts (né le 14 avril 1938 à Chicago, Illinois) est un biochimiste américain et titulaire de la chaire de leadership du chancelier en biochimie et biophysique pour la science et l'éducation à l'Université de Californie à San Francisco. Il effectue des travaux importants en étudiant les complexes protéiques qui permettent la réplication des chromosomes lorsque les cellules vivantes se divisent. Il est connu comme l'auteur original du "manuel scientifique canonique, influent et le plus vendu" Molecular Biology of the Cell et comme rédacteur en chef du magazine Science,.
Alberts est président de l'Académie nationale des sciences de 1993 à 2005. Il est connu pour son travail dans l'élaboration de politiques publiques scientifiques et est envoyé scientifique des États-Unis au Pakistan et en Indonésie,. Il est membre honoraire du St Edmund's College de Cambridge.

## Éducation
Après avoir obtenu son diplôme de New Trier High School à Winnetka, Illinois, Alberts fréquente le Harvard College, en tant que pré-médecin majeur,. Ennuyé par les «cours de cuisine» de laboratoire assignés, il demande à sauter l'exigence du laboratoire de chimie physique et est plutôt autorisé à travailler avec son tuteur Jacques Fresco, dans le laboratoire de Paul M. Doty. La recherche de l'été conduit à la publication de deux articles sur les erreurs de mésappariement dans les structures hélicoïdales de l'ADN et de l'ARN, et Alberts décide de continuer en biophysique. Il obtient son AB en sciences biochimiques, summa cum laude, en 1960.
Alberts travaille ensuite avec Paul M. Doty sur une thèse "extrêmement ambitieuse" sur la réplication de l'ADN, tentant de résoudre le code génétique en utilisant l'analyse du voisin le plus proche de l'ADN polymérase,. Après avoir échoué à son premier examen oral au printemps 1965, il termine son doctorat à l'automne 1965,,. Son doctorat en biophysique est publié par l'Université Harvard en 1966. Alberts attribue à son échec initial le mérite de lui avoir appris bien plus que ses succès. "Ce fut une expérience d'apprentissage très importante pour moi. J'avais décidé que la stratégie expérimentale était tout dans la science, et personne ne m'avait jamais rien dit à ce sujet." .

## Carrière
Après avoir obtenu son diplôme, Alberts part à l'Institut de Biologie Moléculaire de l'Université de Genève en tant que boursier postdoctoral et travaille avec Richard H. Epstein sur les gènes impliqués dans la réplication de l'ADN du phage T4. Epstein et ses étudiants montrent qu'il y a au moins sept protéines différentes nécessaires à la réplication de l'ADN T4. Alberts décide de faire quelque chose que personne d'autre ne faisait et développe une colonne d'ADN pour la purification des protéines liées à l'ADN. Cela lui permet de purifier le gène 32 du bactériophage T4.
En 1966, Alberts rejoint le Département des sciences biochimiques de l'Université de Princeton en tant que professeur adjoint. En 1971, il est professeur agrégé et en 1973 professeur titulaire de la chaire Damon Pfeiffer en sciences de la vie de 1975 à 1976,,. À Princeton, il continue à travailler dans le domaine de la biochimie des protéines, en reconstituant des systèmes.
En 1976, Alberts accepte un poste de professeur et de vice-président du Département de biochimie et de biophysique de l'Université de Californie à San Francisco. Lors de ses recherches de l'époque, il réalise que l'ADN polymérase du brin principal et l'ADN polymérase du brin retardé sont couplées,.
Alberts est élu membre de l'Académie américaine des arts et des sciences en 1978,. De 1981 à 1985, Alberts occupe le poste de professeur de recherche de l'American Cancer Society, un titre accordé à vie à partir de 1980. De 1985 à 1990, il est directeur du département de biochimie et de biophysique de l'Université de Californie à San Francisco. De 1990 à 1993, il occupe de nouveau le poste de professeur de recherche de l'American Cancer Society.

### Sciences et éducation
Alberts est président de l'Académie nationale des sciences pendant deux mandats de 1993 à 2005,.
Alberts s'engage depuis longtemps dans l'amélioration de l'enseignement des sciences, consacrant une grande partie de son temps à des projets éducatifs tels que City Science, un programme visant à améliorer l'enseignement des sciences dans les écoles élémentaires de San Francisco. Il siège au conseil consultatif du National Science Resources Center, un projet conjoint de l'Académie nationale des sciences et de la Smithsonian Institution travaillant avec des enseignants, des scientifiques et des systèmes scolaires pour améliorer l'enseignement des sciences ainsi qu'à l'Académie nationale des sciences. Il publie d'importants rapports des National Academies : les National Science Education Standards (NSES ; NRC, 1996), destinés à changer la manière dont les sciences sont enseignées de la maternelle à la 12e année, et Inquiry and the National Science Education Standards (NRC, 2000) .
Le prix Bruce Alberts pour l'excellence en enseignement des sciences est décerné en son nom à ceux qui ont apporté une contribution exceptionnelle à l'enseignement des sciences.
Il occupe différents postes au sein de plusieurs comités consultatifs et éditoriaux, notamment en tant que président de la Commission des sciences de la vie du Conseil national de recherches. Avant son élection à la présidence de l'Académie nationale des sciences en 1995, il est président élu de l'American Society for Biochemistry and Molecular Biology. De 2007 à 2008, il est président de l'American Society for Cell Biology.
Il est administrateur de la Carnegie Corporation de New York de 2000 à 2009,. Lui et d'autres critiquent le système de recherche biomédicale, soulignant ce qu'ils considèrent comme des "défauts systémiques"  et créent l'organisation Rescuing Biomedical Research, pour "collecter et organiser les contributions pour trouver des solutions"  aux problèmes identifiés par eux-mêmes et autres.
Alberts est rédacteur en chef de la publication phare de l'Association américaine pour l'avancement des sciences, Science pendant cinq ans de 2008 à 2013. Il est l'un des rédacteurs fondateurs de la revue Cell Biology Education.
Depuis 2013, Alberts est inscrit au Conseil consultatif du National Center for Science Education.

## Ouvrages
Alberts a eu une carrière de recherche productive dans le domaine de la réplication de l'ADN et de la division cellulaire. Son manuel, Molecular Biology of the Cell, qui en est maintenant à sa sixième édition, est le manuel standard de biologie cellulaire dans la plupart des universités. Ce livre et son homologue pour les étudiants de premier cycle, Essential Cell Biology  sont traduits en plusieurs langues.

## Prix et distinctions
Alberts est membre de l'Académie américaine des arts et des sciences, de l'Académie nationale des sciences et de la Société américaine de philosophie. Alberts reçoit la Médaille nationale des sciences "pour son leadership intellectuel et son innovation expérimentale dans le domaine de la réplication de l'ADN, et pour son dévouement sans précédent à l'amélioration de l'enseignement des sciences et à la promotion de politiques publiques fondées sur la science".